# Edward Wichura

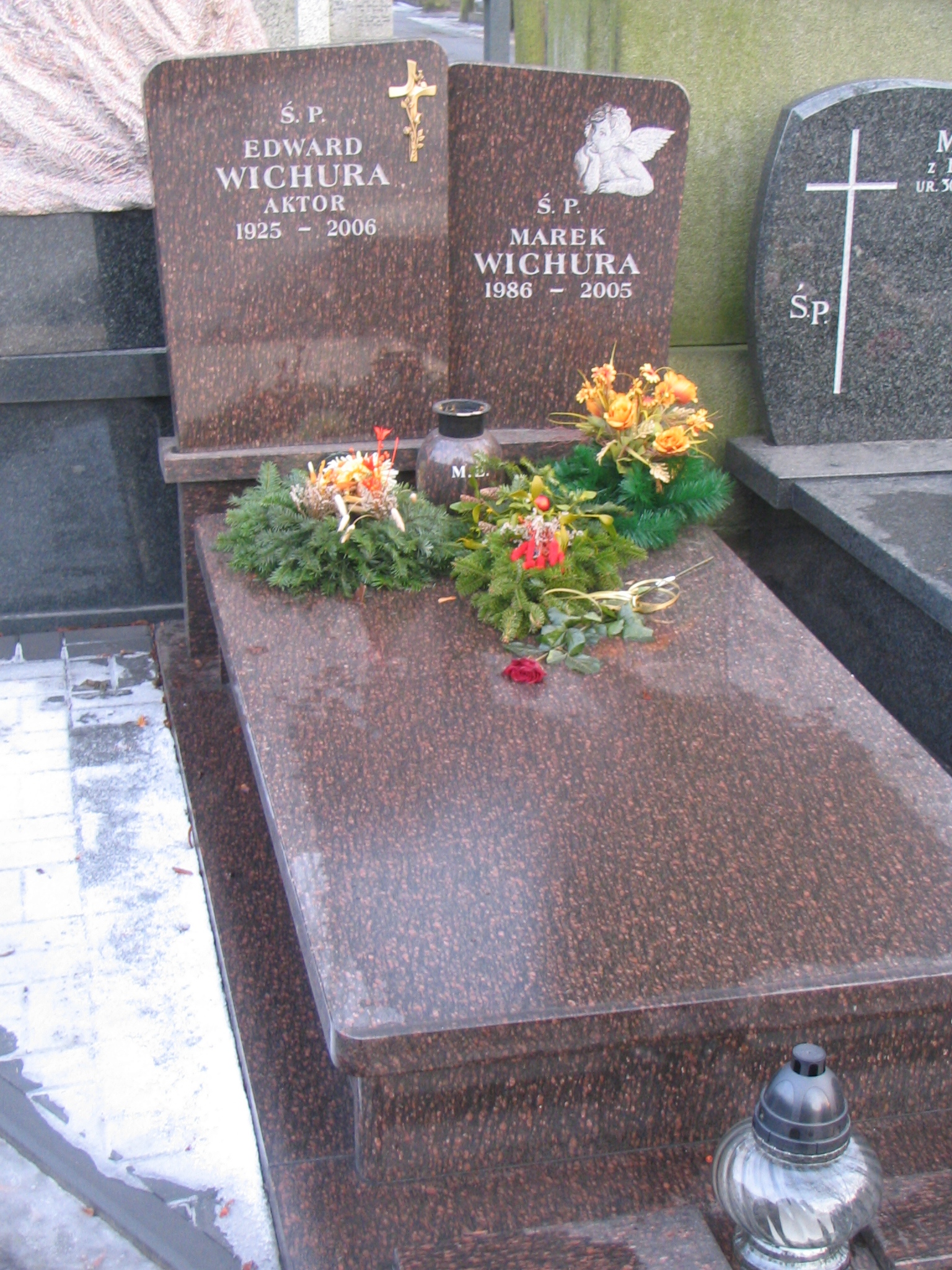
Grób Edwarda Wichury na cmentarzu Powązkowskim w Warszawie

Edward Wichura (ur. 9 lutego 1925 w Przemyślu, zm. 4 czerwca 2006 w Wiązownie) – polski aktor teatralny, filmowy i telewizyjny.

## Życiorys
Urodził się 9 lutego 1925, w rodzinie żydowskiej jako Esriel Leimsieder, syn Moritza Huta i Mirli Leimsieder. Naukę w Szkole Powszechnej Męskiej im. Konarskiego w Przemyślu ukończył w 1938. Następnie, w czasie okupacji sowieckiej prawobrzeżnej części miasta, uczęszczał do szkoły średniej im. Mickiewicza. Wybuch wojny niemiecko-sowieckiej w 1941 i okupacja niemiecka przerwała dalszą naukę. Edward z rodziną został przesiedlony do getta, gdzie pracował przy rozładunku wagonów kolejowych. W tym czasie został zastrzelony jego ojciec, a matka wraz z siostrą wywieziona do obozu zagłady w Bełżcu. Edward, w lutym 1944 został wywieziony do obozu pracy w Stalowej Woli, skąd zbiegł w sierpniu 1944.
W listopadzie 1944 zapisał się do Studium Dramatycznego przy teatrze Fredreum w Przemyślu, które prowadziła Hanna Małkowska. Rok później, po ukończeniu Studium, wyjechał do Warszawy, gdzie pobierał naukę na Wydziale Dramatycznym Liceum Techniczno-Teatralnego, którego dyrektorem był mąż Hanny – Witold Małkowski. Po ukończeniu szkoły w 1947, wstąpił na Wydział Aktorski PWST w Łodzi, skąd po roku przeniósł się do PWST w Warszawie. Dyplom aktora otrzymał w 1952. Występował w Teatrze Nowym w Łodzi (1950–1962) oraz w teatrach warszawskich: Polskim (1962–1965), Klasycznym (1965–1969) i Rozmaitości (1972–1988).
Został pochowany na cmentarzu Powązkowskim (kwatera g-4-1), obok swojego zmarłego tragicznie syna – Marka Wichury (1986–2005).

## Filmografia
- Trzy starty (1955) – działacz klubu
- Ewa chce spać (1957) – policjant Teofil
- Kapelusz pana Anatola (1957) – dziennikarz
- Baza ludzi umarłych (1958) – inspektor z dyrekcji
- Kalosze szczęścia (1958) – „konsul amerykański” w sztuce „Kościuszko na obczyźnie”
- Pan Anatol szuka miliona (1958) – wręczający trofeum na zawodach pływackich
- Cafe pod Minogą (1959) – Niemiec
- Szczęściarz Antoni (1960) – naczelnik USC
- Czas przeszły (1961) – Maluschka
- Czarne skrzydła (1962) – porucznik Kapuścik, komendant policji
- Podziemny front (serial telewizyjny) (1965) – Rybaczek „Rybak”, donosiciel Gestapo (odc. 2. Poste Restante)
- Wojna domowa (serial telewizyjny) (1965) – pomocnik fryzjera (odc. 2. Bilet za fryzjera)
- Niewiarygodne przygody Marka Piegusa (serial telewizyjny) (1966) – pan Piegus, ojciec Marka
- Sublokator (1966) – kierownik pralni
- Jak rozpętałem drugą wojnę światową (1969) – strażnik dezerterów (cz. 3. Wśród swoich)
- Kolumbowie (serial telewizyjny) (1970) – posterunkowy-szmalcownik (odc. 3. A jeśli będzie wiosna)
- Wiosna panie sierżancie (1974) – członek komisji egzaminacyjnej
- Czterdziestolatek (serial telewizyjny) (1975) – „specjalista” na Trasie Łazienkowskiej (odc. 8. Otwarcie trasy, czyli czas wolny)
- Kazimierz Wielki (1975) – karczmarz
- Dyrektorzy (1975) – mężczyzna rozmawiający z Czernym
- Hallo Szpicbródka, czyli ostatni występ króla kasiarzy (1978) – Zbirski, autor rewii
- ...Gdziekolwiek jesteś panie prezydencie... (1978)
- Buddenbrookowie (1979) – członek Komitetu Obywatelskiego
- Kariera Nikodema Dyzmy (serial telewizyjny) (1980) – Boczek
- Zamach stanu (1980) – adwokat Berenson, obrońca w procesie brzeskim
- Katastrofa w Gibraltarze (1983) – Stanisław Mikołajczyk, wicepremier w rządzie Władysława Sikorskiego
- C.K. Dezerterzy (1985) – żołnierz Havranek
- Złoty pociąg (1986) – członek kierownictwa Banku Polskiego
- Rzeczpospolitej dni pierwsze (1987)

## Ordery i odznaczenia
- Krzyż Kawalerski Orderu Odrodzenia Polski (1986)
- Srebrny Krzyż Zasługi (11 lipca 1955)[5]